# National Lampoon

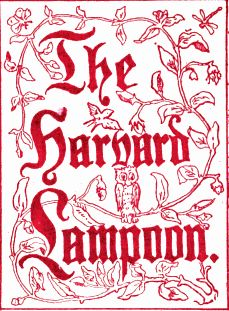
Harvard Lampoon, 1886.

National Lampoon (en anglais : « Parodie nationale ») est un magazine humoristique mensuel américain. Associant textes, illustrations et bandes dessinées autour d'un thème variant à chaque numéro, il est connu pour ses parodies d'un goût souvent douteux, à l'instar de Hara-Kiri en France. Son premier numéro est daté d'avril 1970 et le 249e et dernier de novembre 1998. Des œuvres dérivées et estampillées National Lampoon continuent cependant à être développées après la fin de la diffusion.

## Historique
Le National Lampoon est créé au sein de l'Université Harvard par trois anciens contributeurs du Harvard Lampoon (Douglas Kenney, Henry Beard et Robert Hoffman (en)), il acquiert rapidement son autonomie pour devenir l'un des périodiques les plus célébrés des années 1970, et connaître de nombreuses déclinaisons médiatiques (radio, albums musicaux, télévision, cinéma, etc.). De nombreux artistes viennent proposer des strips ou des dessins humoristiques comme Arnold Roth, Gahan Wilson, Neal Adams, Vaughn Bode, Jeff Jones, Joe Orlando, Mara McAfee, Frank Frazetta, Boris Vallejo, etc. De futures stars du cinéma ont également participé au magazine, comme John Belushi, Bill Murray, John Hughes, Harold Ramis, Ivan Reitman, Chevy Chase, dont certains deviendront les vedettes du Saturday Night Live.
Le magazine subit ensuite, dès le début des années 1980, un rapide déclin. Le dernier numéro est publié en novembre 1998. 

## Œuvres liées auNational Lampoon

### Ouvrages
- Would You Buy A Used War From This Man?, 1972
- Letters from the Editors of National Lampoon, 1973
- National Lampoon This Side of Parodies, 1974
- The Paperback Conspiracy, 1974, (anthologie)
- The Job of Sex, 1974
- A Dirty Book!, 1976
- Another Dirty Book Sexual Humor from the National Lampoon
- National Lampoon's Doon, 1984
- National Lampoon True Facts, 1981
- National Lampoon Peekers & Other True Facts, 1982
- National Lampoon Presents True Facts: The Book, 1991
- National Lampoon Presents More True Facts, 1992
- National Lampoon's Big Book of True Facts: 2004 Brand-New Collection of Absurd-but-True Real-Life Funny Stuff

### Films et téléfilms
- 1978 : Disco Beaver from Outer Space (téléfilm HBO) de Joshua White
- 1978 : American College (National Lampoon's Animal House) de John Landis
- 1982 : Class Reunion (National Lampoon's Class Reunion) de Michael Miller
- 1982 : National Lampoon's Movie Madness (en) de Bob Giraldi et Henry Jaglom
- 1983 : Bonjour les vacances... (National Lampoon's Vacation) de Harold Ramis
- 1985 : Bonjour les vacances 2(National Lampoon's European Vacation) d'Amy Heckerling
- 1985 : Vous avez dit dingues ? (O.C. and Stiggs) de Robert Altman (inspiré d'histoires publiées dans le magazine)
- 1989 : Le sapin a les boules (National Lampoon's Christmas Vacation) de Jeremiah S. Chechik

Produits après le rachat par J2 Communications
- 1993 : Alarme fatale (National Lampoon's: Loaded Weapon 1) de Gene Quintano
- 1995 : Alarme totale (National Lampoon's Senior Trip) de Kelly Makin
- 1997 : Bonjour les vacances : Viva Las Vegas (Vegas Vacation) de Stephen Kessler
- 1998 : Les Allumés du golf (National Lampoon's Golf Punks) de Harvey Frost
- 2002 : American Party (National Lampoon's Van Wilder) de Walt Becker
- 2002 : Repli-Kate de Frank Longo
- 2003 : Blackball de Mel Smith
- 2003 : National Lampoon Presents: Jake's Booty Call d'Eric Eisner et Julian Max Metter

Avec National Lampoon, Inc.
- 2003 : Lady Killers (National Lampoon's Gold Diggers) de Gary Preisler
- 2003 : Dorm Daze (National Lampoon Presents Dorm Daze) de David et Scott Hillenbrand
- 2003 : Sexe, Lycée et Vidéo (National Lampoon's Barely Legal) de David M. Evans
- 2006 : Van Wilder 2: Sexy Party (Van Wilder 2: The Rise of Taj) de Mort Nathan
- 2006 : Pledge This : Panique à la fac ! (National Lampoon's Pledge This!) de William Heins et Strathford Hamilton
- 2007 : Homo erectus (National Lampoon's Stoned Age) d'Adam Rifkin
- 2008 : One, Two, Many de Michael DeLorenzo
- 2009 : Van Wilder 3: Freshman Year (National Lampoon's Van Wilder: Freshman Year) de Harvey Glazer